# Castello di Carreg Cennen
 Il Castello Carreg Cennen (inglese: Carreg Cennen Castle, gallese: Castell Carreg Cennen), che significa "Castello (sulla) roccia (sopra) Cennen", è un castello vicino al fiume Cennen, nel villaggio di Trap, quattro miglia a sud di Llandeilo nel Carmarthenshire, in Galles. Il castello si trova all'interno del Brecon Beacons National Park e la sua posizione è stata descritta come spettacolare, grazie al fatto che si trova sopra un precipizio calcareo. È in rovina dal 1462 ed è ora affidato a Cadw, il servizio ambientale storico del governo gallese.

## Descrizione
Il castello di Carreg Cennen è costituito da una corte quadrata fortificata. Ci sono sei torri, tutte di diverse forme, tra cui un grande ingresso fortificato con due torri gemelle sul lato nord. Una serie di appartamenti sul lato est della corte interna, o reparto, comprende una sala, una cucina, una cappella e la cosiddetta "Camera del re". Questa camera ha un camino in pietra ben scolpito e finestre con travi a vista, una rivolta verso il cortile, l'altra verso l'esterno con una vista spettacolare verso sud. Questi risalgono alla fine del XIII o all'inizio del XIV secolo.

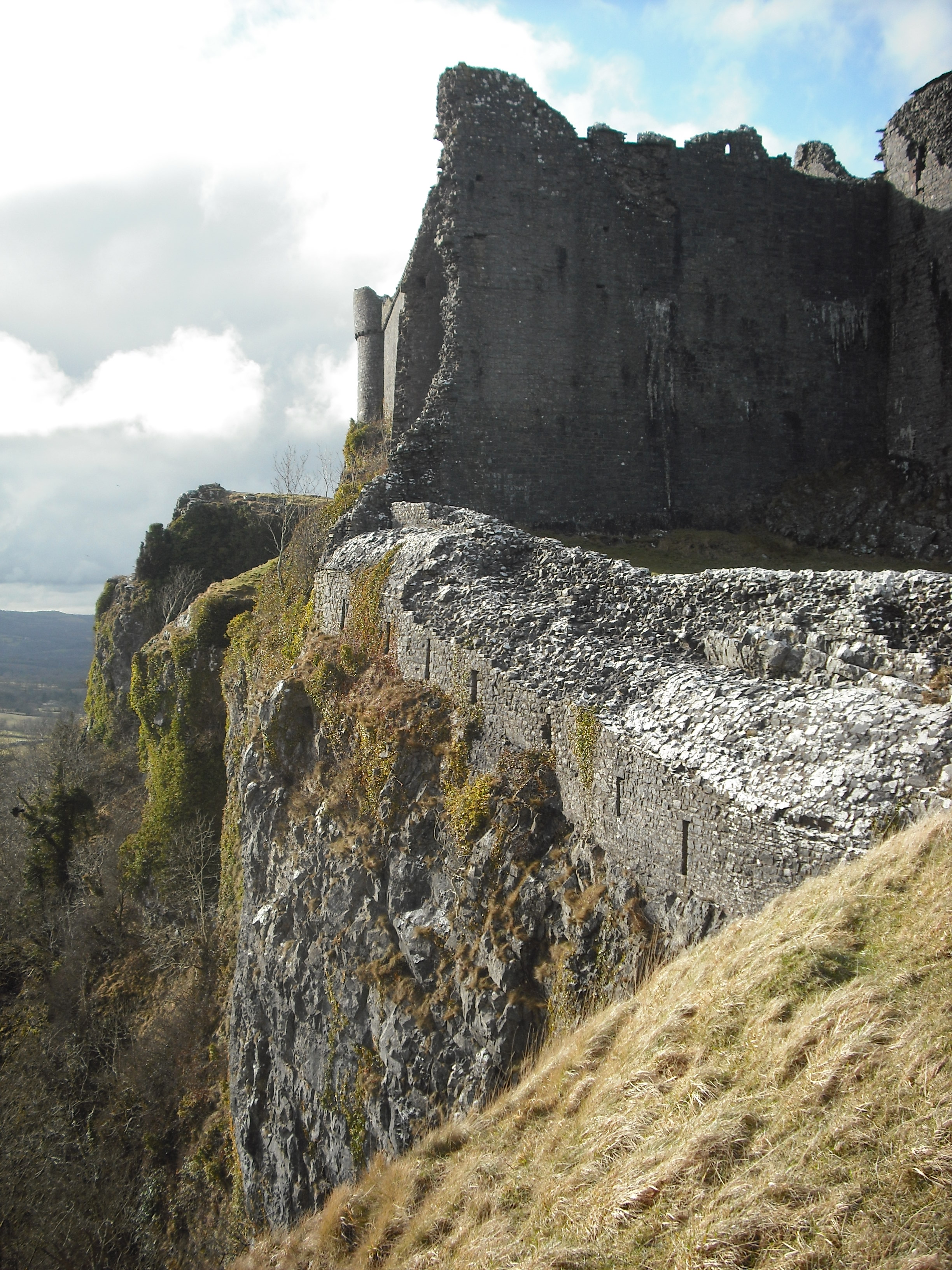
La scogliera sotto il castello e le finestre del passaggio alla grotta

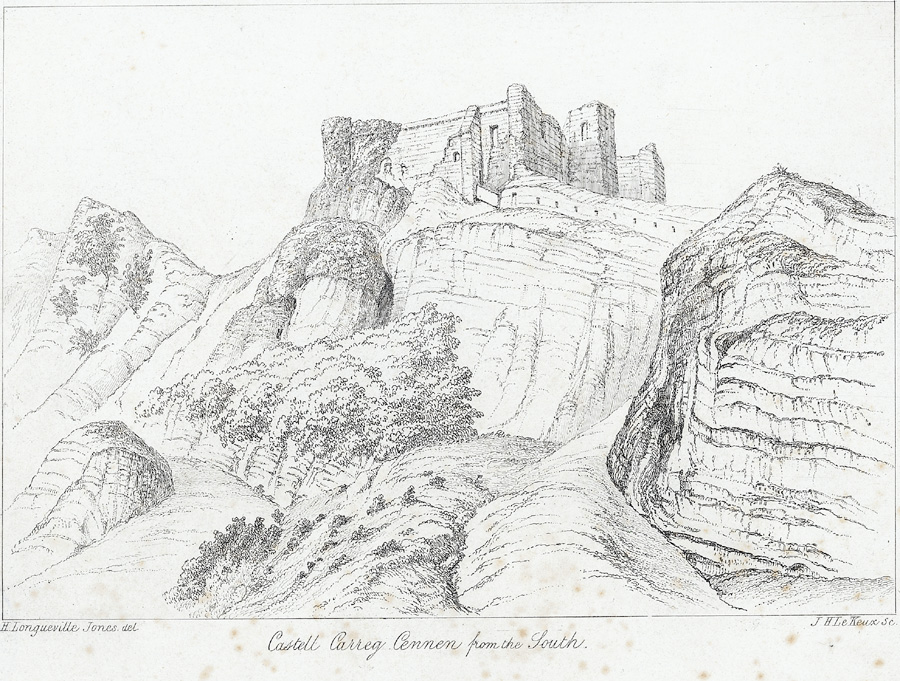
Il castello da sud, c. 1830

Il castello è protetto da scogliere calcaree a sud e fossati scavati nella roccia a ovest. A nord e ad est c'è un reparto esterno, e al suo interno un barbacane e un corpo di guardia. Tre ponti levatoi su pozzi profondi proteggevano l'accesso al reparto interno. Nell'angolo sud-est del reparto interno i gradini conducono a un passaggio a volta e a una grotta naturale sotto il castello, che conduce in profondità nella collina: una fonte d'acqua dolce sorge nella grotta, che sarebbe stata un utile complemento durante la stagione secca, quando il castello avrebbe avuto difficoltà a raccogliere l'acqua piovana per riempire le cisterne. Il castello è sotto la cura di Cadw, che ha stabilizzato e, in misura limitata, restaurato alcuni dei resti. Al castello si accede tramite una ripida salita sulla collina dalla fattoria Castell, che si trova vicino al parcheggio. Un grande fienile è stato convertito in sala da tè e in un negozio, mentre la maggior parte degli edifici, attorno a un cortile tradizionale, mantiene la propria funzione agricola. Dal 1982 vi si trova un parco agricolo con razze rare e insolite di mucche e pecore. Questo castello non aveva un mastio in quanto tale; la portineria fungeva da fortezza, perché essa era la parte più alta del Castell Carreg.

## Geologia
Il Carreg Cennen Disturbance, una zona di antiche faglie geologiche e pieghe che si estendono dal Pembrokeshire allo Shropshire, prende il nome dalla posizione, che qui si rivela in modo impressionante. Lo sperone roccioso su cui è arroccato il castello è un blocco isolato di calcare carbonifero intrappolato in due faglie che fanno parte di tale "disturbo" geologico. Al contrario, la campagna immediatamente circostante è sostenuta dall'Old Red Sandstone. Questo disturbo è probabilmente anche responsabile dell'allineamento dell'Afon Cennen a ovest di questa posizione dove il fiume segue la linea della faglia per oltre 4 km perché dapprima i ghiacciai, durante l'era glaciale, e poi, più recentemente, il fiume hanno trovato più facile erodere queste rocce deformate.

## Prove preistoriche
Resti umani trovati sul sito datano l'attività umana qui ai tempi preistorici. Il sito potrebbe anche essere stato una fortezza collinare dell'età del ferro.
Sono state rinvenute anche monete romane del I e II secolo, sebbene sia improbabile che i romani occupassero questo sito in base permanente.

## Castello primitivo
Il primo castello in muratura fu probabilmente costruito da Lord Rhys, che morì nel 1197, e rimase in possesso della dinastia Deheubarth per i successivi 50 anni. Nel 1248 la madre di Rhys Mechyll, Matilda de Braose, contro la volontà di suo figlio, concesse il castello agli inglesi normanni, ma prima che gli inglesi ne prendessero possesso Rhys conquistò il castello.
Per i successivi 30 anni il castello passò frequentemente di mano tra Rhys e suo zio Maredudd, che stavano combattendo per il controllo del Regno di Deheubarth. Nel 1277 fu conquistato dagli inglesi, poi fu riconquistato dai gallesi nel 1282 e cadde di nuovo in mano inglese l'anno successivo.
Nel 1283 Edward I concesse il castello a John Giffard, comandante delle truppe inglesi a Cilmeri, dove Llywelyn ap Gruffudd (L'ultimo) fu ucciso. Giffard era probabilmente responsabile del castello ristrutturato che vediamo oggi.

## Owain Glyndwr Rebellion
All'inizio di luglio 1403 Owain Glyndŵr, insieme a 800 uomini, attaccò Carreg Cennen, ma, sebbene avesse inflitto gravi danni alle mura, non riuscì a prendere il castello. La fortezza fu difesa contro le forze di Glyndwr, che lo assediarono per diversi mesi, con lo stesso Owain presente, da un uomo che avrebbe sposato una delle figlie di Glyndwr pochi anni dopo, Sir John Scudamore di Herefordshire.

## Guerre delle Rose
Il danno fu riparato nel 1409. Tuttavia, nel 1461, durante la Guerra delle due rose, Carreg Cennen divenne una roccaforte dei Lancaster. Un esercito yorkista successivamente prese possesso del castello e iniziò a demolirlo con una squadra di 500 uomini.

## Storia recente
La proprietà del castello passò alle famiglie Vaughan e Cawdor e dal XVIII secolo iniziò ad attrarre artisti (Turner disegnò il castello nel 1798). Il secondo Conte Cawdor iniziò un vasto rinnovamento nel XIX secolo e nel 1932 Carreg Cennen fu affidato alla tutela dell'Ufficio dei Lavori. Oggi, il castello rimane di proprietà privata. Il castello è ora gestito da Cadw. È aperto tutti i giorni dalle 9.30 alle 18.30 tra aprile e ottobre e dalle 21.30 alle 16.00 tra novembre e marzo (chiuso il giorno di Natale).

## Accesso ferroviario
La stazione più vicina è Ffairfach, sulla Heart of Wales Line .